# Paragraecia gracilis
Paragraecia gracilis är en insektsart som beskrevs av Sigfrid Ingrisch 1998. Paragraecia gracilis ingår i släktet Paragraecia och familjen vårtbitare. Inga underarter finns listade i Catalogue of Life.